# Едгард (Луїзіана)
Едгард (англ. Edgard) — переписна місцевість (CDP) в США, в окрузі Сент-Джон-Баптист штату Луїзіана. Населення — 1948 осіб (2020).

## Географія
Едгард розташований за координатами 30°1′51″ пн. ш. 90°32′48″ зх. д. / 30.03083° пн. ш. 90.54667° зх. д. (30.030723, -90.546724).  За даними Бюро перепису населення США в 2010 році переписна місцевість мала площу 36,67 км², з яких 30,04 км² — суходіл та 6,63 км² — водойми.

## Демографія
Згідно з переписом 2010 року, у переписній місцевості мешкала 2441 особа в 872 домогосподарствах у складі 656 родин. Густота населення становила 67 осіб/км².  Було 985 помешкань (27/км²).
Расовий склад населення:
| - 94,4 % — чорних або афроамериканців - 4,5 % — білих |

До двох чи більше рас належало 0,7 %. Частка іспаномовних становила 0,8 % від усіх жителів.
За віковим діапазоном населення розподілялося таким чином: 23,8 % — особи молодші 18 років, 60,2 % — особи у віці 18—64 років, 16,0 % — особи у віці 65 років та старші. Медіана віку мешканця становила 40,6 року. На 100 осіб жіночої статі у переписній місцевості припадало 83,9 чоловіків;  на 100 жінок у віці від 18 років та старших — 83,4 чоловіків також старших 18 років.
Середній дохід на одне домашнє господарство  становив 62 856 доларів США (медіана — 47 841), а середній дохід на одну сім'ю — 76 775 доларів (медіана — 51 793). Медіана доходів становила 58 750 доларів для чоловіків та 38 977 доларів для жінок. За межею бідності перебувало 25,7 % осіб, у тому числі 36,6 % дітей у віці до 18 років та 13,5 % осіб у віці 65 років та старших.
Цивільне працевлаштоване населення становило 863 особи. Основні галузі зайнятості: освіта, охорона здоров'я та соціальна допомога — 28,9 %, будівництво — 12,3 %, фінанси, страхування та нерухомість — 11,4 %.